# Tour de Missouri
O Tour de Missouri era uma carreira ciclista por etapas que se disputava em Missouri (Estados Unidos) durante o mês de setembro de cada ano desde o ano 2007 até 2009. A carreira começava em Kansas City e acaba em Saint Louis.
O primeiro ganhador da prova foi George Hincapie e o corredor que mais etapas tem ganhado é o britânico Mark Cavendish, com cinco.
Desde a sua criação em 2007, esteve enquadrada na categoria 2.1 do UCI America Tour passando em 2009 à máxima categoria, 2.hc.

## Palmarés
| Ano  | Vencedor              | Segundo         | Terceiro         |
| ---- | --------------------- | --------------- | ---------------- |
| 2007 | George Hincapie       | Will Frischkorn | Dominique Rollin |
| 2008 | Christian Vande Velde | Michael Rogers  | Svein Tuft       |
| 2009 | David Zabriskie       | Gustav Larsson  | Marco Pinotti    |

## Palmarés por países
| País           | Vitórias |
| -------------- | -------- |
| Estados Unidos | 3        |